# Reverzní farmakologie

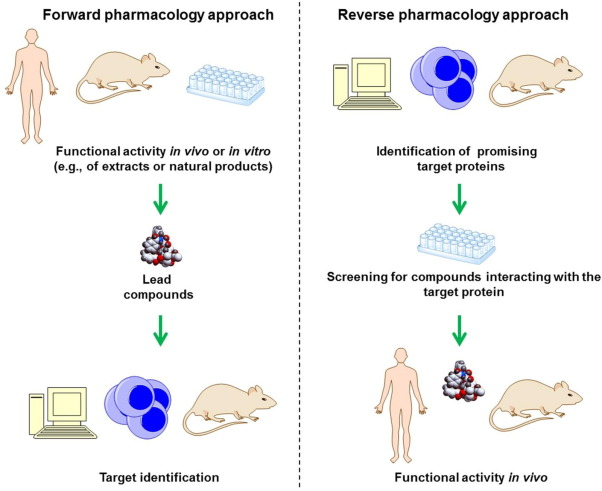
Klasická a reverzní farmakologie při objevování léčiv

V oblasti objevování léčiv, se při reverzní farmakologii, známé také jako objevování léčiv na základě cíle (target-based drug discovery; TDD), nejprve vysloví hypotéza, že modulace aktivity určitého (proteinového) cíle, o němž se předpokládá, že má vliv na vznik a/nebo průběh onemocnění, bude mít příznivé terapeutické účinky. Poté se pomocí screeningu chemických knihoven malých molekul identifikují sloučeniny, které se k cíli vážou s vysokou afinitou. Hity z těchto screeningů (tj. slibné molekuly mající požadovaný efekt) se pak použijí jako výchozí body pro objevování léčiv. Tato metoda se stala populární po sekvenování lidského genomu, které umožnilo rychlé klonování a syntézu velkého množství purifikovaných proteinů. Tato metoda je dnes při objevování léčiv nejrozšířenější. Na rozdíl od klasické farmakologie (dopředné; "forward pharmacology") se u přístupu reverzní farmakologie v závěrečných fázích objevování léčiv obvykle provádí účinnost in vivo identifikovaných aktivních sloučenin ("lead compounds").
Experimentální metoda, která se nejčastěji používá v přístupu reverzní farmakologie, je high-throughput screening (HTS). Za pomoci robotiky, softwaru pro zpracování dat a citlivých detektorů je možné rychle provádět miliony chemických, genetických a farmakologických testů. Tímto procesem tak lze rychle identifikovat aktivní sloučeniny, protilátky nebo geny, které modulují biomolekulární cestu. Výsledky těchto experimentů poskytují výchozí body pro návrh léčiva a pro pochopení aktivního místa v cíli léčiva.

## Související
- Klasická farmakologie
- Objevování léčiv
- Chemoproteomika
- High-throughput screening